# Метревелі Олександр Іраклійович
Олександр Іраклійович Метревелі (груз. ალექსანდრე ირაკლის ძე მეტრეველი; нар. 2 листопада 1944 року в Тбілісі, Грузинська РСР) — радянський тенісист, колишня дев'ята ракетка світу. Заслужений майстер спорту СРСР (1966). Почесний громадянин Австралії.

## Кар'єра
У 1962 році, у віці 17 років, Метревелі програв 8–10, 6–3, 4–6 Стенлі Меттьюз у фіналі чемпіонату Вімблдону серед чоловіків .
Найвище досягнення - фінал Вімблдонського турніру 1973 року, де він поступився Яну Кодешу з Чехословаччини з рахунком 1:6, 8:9 (5-7), 3:6. Той турнір бойкотував 81 тенісист, включаючи багатьох лідерів, спочатку Метревелі був посіяний під 13-м номером, але в результаті отримав 4-й номер посіву. Тай-брейк у другому сеті (тоді він грався за рахунку 8-8) став першим в історії тай-брейком у фіналі чоловічого Вімблдону.
У 1974 році він досяг найвищого рейтингу в одиночному розряді №9 в світовому рейтингу та виграв 9 одиночних титулів ATP у своїй кар'єрі.
Метревелі був членом спортивного товариства «Динамо». У 1970-х роках він брав участь у професійних турне.
У 1968 і 1970 роках грав у фіналі Вімблдону в змішаному парному розряді разом з Ольгою Морозовою.
В даний час працює спортивним коментатором поряд з Анною Дмитрієвою і живе в Москві.

## Турніри в одиночному розряді

### Перемоги (5)
| Рік  | Турнір       |
| ---- | ------------ |
| 1971 | Гобарт       |
| 1972 | Аделаїда     |
| 1972 | Гобарт       |
| 1972 | Сідней NSW   |
| 1974 | South Orange |

### Фінали (6)
| Рік  | Турнір              |
| ---- | ------------------- |
| 1968 | Монте Карло         |
| 1973 | Вімблдон            |
| 1974 | Ноттінгем           |
| 1974 | Сент-Луїс           |
| 1974 | Сент-Пітерсберг WCT |
| 1976 | Клівленд            |

## ФіналВеликого шолома

### Одиночні: 1 (1 другий)
| Результат | Рік  | Чемпіонат | Поверхня | Суперник | Рахунок            |
| --------- | ---- | --------- | -------- | -------- | ------------------ |
| Поразка   | 1973 | Вімблдон  | Трава    | Ян Кодеш | 1–6, 8–9(5–7), 3–6 |

### Змішані парні розряди: 2 (2 віце-місця)
| Результат | Рік  | Чемпіонат | Поверхня | Партнер        | Суперники                   | Рахунок       |
| --------- | ---- | --------- | -------- | -------------- | --------------------------- | ------------- |
| Поразка   | 1968 | Вімблдон  | Grass    | Ольга Морозова | Маргарет Корт Кен Флетчер   | 1–6, 12–14    |
| Поразка   | 1970 | Вімблдон  | Трава    | Ольга Морозова | Розмарі Касалс Іліє Настасе | 3–6, 6–4, 7–9 |

## Графік виступу синглів Великого шолома
(W) перемога; (F) фіналіст; (SF) півфіналіст; (QF) чвертьфіналіст; (#R) раунди 4, 3, 2, 1; (RR) круговий етап; (Q#) кваліфікаційний раунд; (А) відсутній; (NH) не проводиться. SR = коефіцієнт страйку (перемоги / змагання)
| Турнір          | 1962 | 1963 | 1964 | 1965 | 1966 | 1967 | 1968 | 1969 | 1970 | 1971 | 1972 | 1973 | 1974 | 1975 | 1976 |
| --------------- | ---- | ---- | ---- | ---- | ---- | ---- | ---- | ---- | ---- | ---- | ---- | ---- | ---- | ---- | ---- |
| Australian Open | A    | A    | A    | A    | A    | A    | A    | A    | A    | A    | SF   | QF   | A    | QF   | A    |
| French Open     | A    | A    | A    | 2R   | QF   | 3R   | 1R   | 1R   | 4R   | 2R   | SF   | 2R   | 2R   | 2R   | A    |
| Wimbledon       | A    | 1R   | 3R   | 3R   | 2R   | 1R   | 4R   | 2R   | 2R   | 4R   | QF   | F    | QF   | 4R   | 3R   |
| US Open         | 3R   | A    | A    | A    | A    | A    | A    | A    | 3R   | A    | A    | A    | QF   | 1R   | 2R   |